# Game Boy Light
Game Boy Light ser ut som sin föregångare Game Boy Pocket men har en inbyggd ljuskälla som gör det möjligt att använda den även när det är mörkt. När enheten släpptes 14 april 1998 såldes den för 6800 yen.